# 若草幼稚園 (目黒区)
若草幼稚園（わかくさようちえん）は、東京都目黒区自由が丘に所在する東京都公認の私立幼稚園。

## 概要
1933年（昭和8年）、同園は碑衾（現・自由が丘）に目黒区内3番目の幼稚園として開園した。裏千家による茶道指導や、母語話者による英語教育、専門講師による体育教育などが行われている。

## 沿革
- 1933年（昭和8年） -   碑衾（現・自由が丘）に、目黒区内3番目の幼稚園として開園。
- 1985年（昭和60年） - 裏千家による茶道の指導が開始される。
- 2013年（平成25年） - 若草幼稚園80周年。

## 交通
- 東急東横線・東急大井町線 自由が丘駅　徒歩12分
- 東急バス八雲三丁目 徒歩2分